# Magritte du cinéma 2015
De 5e uitreiking van de Magritte du cinéma vond plaats op 7 februari 2015 voor de Belgische Franstalige films uit 2014. De uitreiking vond plaats in het Square - Brussels Meeting Centre te Brussel met Charlie Dupont als gastheer. De Magritte d'honneur werd uitgereikt aan de acteur Pierre Richard.

## Winnaars en genomineerden
De genomineerden werden op 7 januari 2015 bekendgemaakt.

### Beste film
- Deux jours, une nuit van Jean-Pierre en Luc Dardenne
  - Henri van Yolande Moreau
  - La Marche van Nabil Ben Yadir
  - Les Rayures du zèbre van Benoît Mariage
  - Pas son genre van Lucas Belvaux

### Beste regisseur
- Jean-Pierre en Luc Dardenne – Deux jours, une nuit
  - Yolande Moreau – Henri
  - Nabil Ben Yadir – La Marche
  - Lucas Belvaux – Pas son genre

### Beste acteur
- Fabrizio Rongione – Deux jours, une nuit
  - François Damiens – Je fais le mort
  - Benoît Poelvoorde – Les Rayures du zèbre
  - Bouli Lanners – Lulu femme nue

### Beste actrice
- Émilie Dequenne – Pas son genre
  - Ben Riga – Je te survivrai
  - Déborah François – Maestro
  - Pauline Étienne – Tokyo fiancée
  - Manah Depauw – Welcome Home

### Beste debuutfilm
- Je te survivrai van Sylvestre Sbille
  - Marbie, star de Couillu les 2 Églises van Dominique Smeets
  - Le Vertige des possibles van Vivianne Perelmuter
  - Post partum van Delphine Noëls
  - Puppylove van Delphine Lehericey
  - Tokyo anyway van Camille Meynard
  - Yam Dam van Vivian Goffette

### Beste Vlaamse film in coproductie
- Marina van Stijn Coninx
  - I'm the Same, I'm an Other van Caroline Strubbe
  - Labyrinthus van Douglas Boswell
  - Welcome Home van Tom Heene

### Beste buitenlandse film in coproductie
- Minuscule: La Vallée des fourmis perdues van Hélène Giraud en Thomas Szabo
  - Je fais le mort van Jean-Paul Salomé
  - Une promesse van Patrice Leconte
  - Violette van Martin Provost

### Beste acteur in een bijrol
- Jérémie Renier – Saint Laurent
  - David Murgia – Je te survivrai
  - Olivier Gourmet – La Marche
  - François Damiens – Suzanne

### Beste jong mannelijk talent
- Marc Zinga – Les Rayures du zèbre
  - Corentin Lobet – Je fais le mort
  - Matteo Simoni – Marina
  - Benjamin Ramon – Tokyo anyway

### Beste actrice in een bijrol
- Lubna Azabal – La Marche
  - Christelle Cornil en Catherine Salée – Deux jours, une nuit
  - Anne Coesens – Pas son genre

### Beste jong vrouwelijk talent
- Ambre Grouwels – Baby Balloon
  - Evelien Bosmans – Marina
  - Hande Kodja – Rosenn
  - Emilie Maréchal – Tokyo anyway

### Beste beeld
- Manu Dacosse  – L'Étrange Couleur des larmes de ton corps
  - Philippe Guilbert en Virginie Saint-Martin  – Le Goût des myrtilles
  - Hichame Alaouié  – Tokyo fiancée

### Beste kostuums
- Catherine Marchand  – Marina
  - Jackye Fauconnier   – L'Étrange Couleur des larmes de ton corps
  - Claire Dubien  – Tokyo fiancée

### Beste decor
- Hubert Pouille  – Marina
  - Igor Gabriel  – Deux jours, une nuit
  - Julia Irribarria  – L'Étrange Couleur des larmes de ton corps

### Beste montage
- Damien Keyeux – La Marche
  - Marie-Hélène Dozo – Deux jours, une nuit
  - Ludo Troch – Pas son genre

### Beste filmmuziek
- Soldout (David Baboulis en Charlotte Maison) – Puppylove
  - Wim Willaert – Henri
  - Frédéric Vercheval – Pas son genre

### Beste scenario of bewerking
- Lucas Belvaux – Pas son genre
  - Jean-Pierre en Luc Dardenne – Deux jours, une nuit
  - Yolande Moreau – Henri
  - Nabil Ben Yadir – La Marche

### Beste geluid
- Henri Morelle, Luc Thomas  – Pas son genre
  - Benoît De Clerck, Thomas Gauder  – Deux jours, une nuit
  - Dan Bruylandt, Mathieu Cox, Olivier Thys  – L'Étrange Couleur des larmes de ton corps

### Beste korte film
- La Bûche de Noel van Stéphane Aubier en Vincent Patar
  - En attendant le dégel van Sarah Hirtt
  - La Part de l'ombre van Olivier Smolders
  - Les Corps étrangers van Laura Wandel

### Beste documentaire
- Quand je serai dictateur van Yaël André
  - L'Âge de raison : Le cinéma des frères Dardenne van Alain Marcoen en Luc Jabon
  - Rwanda, la vie après - Paroles de mères van Benoît Dervaux en André Versaille
  - Waiting for August van Teodora Ana Mihai

## Films met meerdere nominaties
De volgende films ontvingen meerdere nominaties:
| Nominaties | Film                                      | Gewonnen |
| ---------- | ----------------------------------------- | -------- |
| 8          | Deux jours, une nuit                      | 3        |
| 8          | Pas son genre                             | 3        |
| 6          | La Marche                                 | 2        |
| 5          | Marina                                    | 3        |
| 4          | Henri                                     |          |
| 4          | L'Étrange Couleur des larmes de ton corps | 1        |
| 3          | Je fais le mort                           |          |
| 3          | Les Rayures du zèbre                      |          |
| 3          | Tokyo fiancée                             |          |
| 2          | Je te survivrai                           | 1        |
| 2          | Tokyo anyway                              |          |
| 2          | Welcome Home                              |          |